# 13554 Decleir
13554 Decleir eller 1992 JL1 är en asteroid i huvudbältet som upptäcktes den 8 maj 1992 av den belgiske astronomen Henri Debehogne vid La Silla-observatoriet. Den är uppkallad efter Hugo Decleir.
Den har en diameter på ungefär 6 kilometer.